# ハル・トレインズ
ハル・トレインズ（英語: Hull Trains）はファーストグループが所有するイギリスの列車運行会社である。フランチャイズ制の外にあるオープンアクセスオペレーターで、2000年9月に運行を開始し、2021年7月現在、2032年12月までの運行権を有している。ロンドン（キングス・クロス駅）とキングストン・アポン・ハル（パラゴン・インターチェンジ）をイースト・コースト本線などを経由して結んでおり、一部列車はビヴァリー（ビヴァリー駅）まで乗り入れる。

## 沿革
1999年当時、ハルからロンドンへ直通する列車はGNERのハル・エグゼクティブ1往復のみであった。1999年5月、元イギリス国鉄幹部のマイク・ジョーンズとジョン・ネルソンは経営するルネサンス・トレインズを通して両都市間にオープンアクセス方式による列車を運行する申請を行った。また、2人が10％ずつを、GBレールウェイズが80％を出資する形で合弁会社が設立された。
1999年12月、4年間の運行権が与えられ、2000年9月25日にハル・トレインズとして運行を開始した。2002年9月、運行権が10年間延長された。
2003年8月、GBレールウェイズがファーストグループに売却された。
2008年6月、ハル・トレインズはファースト・ハル・トレインズと改称し、コーポレートカラーも変更された。2014年8月、ファーストグループは元国鉄幹部2人の所有分を買収し、ファースト・ハル・トレインズを完全子会社とした。
この間、2009年1月に2014年12月まで、2010年2月には2016年まで運行権が延長されており、2015年1月には2019年12月まで、2016年3月には2029年まで延長された。2016年に行われた10年間の延長により、802形新造の実施が可能となった。
新型コロナウイルス感染症の流行により、ハル・トレインズでは2020年3月以降、減便や全面運休が行われている。2021年7月現在、2020年3月20日から開始された減便は程度の変更を経つつも継続しており、これまでに全面運休は2020年3月30日から8月21日まで、11月5日から12月3日まで、2021年1月9日から4月12日までの合計3回行われた。オープンアクセスオペレーターであるハル・トレインズは他の列車運行会社と同様の支援を受けることができず、存続が危ぶまれる事態にもなった。
2020年10月、運行権が2032年12月まで3年間延長された。

## 運行形態
平常時の平日ダイヤにおいて、ハル・トレインズはロンドン・キングス・クロス駅とハル・パラゴン・インターチェンジの間で7往復の列車を運行しており、うち2往復はビヴァリー駅まで直通する。土曜日と一部の祝日には6往復、日曜日には5往復に減便され、ビヴァリー駅発着列車もうち1往復ずつとなる。
2000年9月の運行開始当初は3往復で、2002年12月、2004年5月、2005年5月、2006年12月に1往復ずつ増便を行って7往復体制となった。
一部列車のビヴァリー駅延長は2015年に始まったもので、2月4日に平日の1往復、12月には週末にも1往復の延長が開始された。2019年5月、平日の延長列車が2往復に増便された。

## 車両
| 形式                                | 画像 | 編成両数 | 本数   | 導入年 | 引退年                                | 備考 |
| ----------------------------------- | ---- | -------- | ------ | ------ | ------------------------------------- | --- |
| 170形 「ターボスター」              |      | 3両      | 4本    | 2000年 | 2004年                                | アングリア・レールウェイズより借り入れ                                                                                         |
| 170形 「ターボスター」              | 4本  | 3両      | 2004年 | 2005年 | 新造 ファースト・スコットレールに転出 | |
| 222形 「パイオニア」                |      | 4両      | 4本    | 2005年 | 2009年                                | 新造 イースト・ミッドランズ・トレインズに転出                                                                                  |
| 86形＆マーク3                       |      | 5両      | 1本    | 2008年 | 2008年                                | ACロコモーティブ・グループおよびカーゴDより借り入れ 機関車＋客車5両＋制御荷物車 電気機関車牽引のためドンカスター発着列車で運用 |
| 180形 「アデランテ」                |      | 5両      | 4本    | 2008年 | 2020年                                | ファースト・グレート・ウェスタンより転入 イースト・ミッドランズ・レールウェイに転出                                            |
| インターシティ125 （43形＆マーク3） |      | 5両      | 2本    | 2019年 | 2019年                                | グレート・ウェスタン・レールウェイより借り入れ 機関車＋客車5両＋機関車                                                         |
| 802形 「パラゴン」                  |      | 5両      | 5本    | 2019年 |                                       | 新造 バイモード車両 |

### 現有車両
ハル・トレインズは日立製作所製バイモード車両の802形5両編成を5本所有し、全列車を同形で運行している。
2015年9月、ハル・トレインズは日立製作所から5両編成のバイモード車両5本を600万ポンドで購入することを発表した。2019年8月には新型車両の愛称が「パラゴン」となることが明らかにされ、2019年12月5日に1本目が営業運転を開始した。
A号車からC号車が普通車、D号車が普通車と一等車の合造車、E号車が一等車となっており、両先頭車に車いすスペースが設けられている。

### 過去の車両
運行開始当初、ハル・トレインズは同じGBレールウェイズ傘下のアングリア・レールウェイズから170形「ターボスター」3両編成4本を借り受けて使用していた。なお、2002年には170形の故障に伴い、アングリア・レールウェイズの86形電気機関車とマーク2客車がドンカスター（英語版・街）まで代走したことが記録されている。
戦略鉄道庁が列車運行会社の資産の貸し出しについての方針を転換すると、ハル・トレインズは自社で車両を用意する必要に迫られ、2002年9月に170形「ターボスター」3両編成4本と222形「パイオニア」4両編成4本を発注した。
ポーターブルークによって事前に発注されていた170形は2004年3月に営業運転を開始し、2005年5月には222形も投入された。当初170形は222形導入後路線網拡大に用いられることが計画されていたが、拡大が実施されなかったためファースト・スコットレールに転属した。
2007年1月、222形のうち1本が整備中の落下により運行不能となった。3本体制で約1年しのいだ後、2008年1月に86形電気機関車が保存団体のACロコモーティブ・グループから、マーク3客車がカーゴDから借り入れられ、週末のドンカスター発着列車で運用された。
2008年には180形「アデランテ」5両編成4本が転入し、既存車両を置き換えた。破損した編成を含め、222形は同型車両をすでに運行していたイースト・ミッドランズ・トレインズに転出した。
2019年2月、相次いでいた180形の故障に対応するため、同じファーストグループ傘下のグレート・ウェスタン・レールウェイからインターシティ125が1本借り入れられた。その後、同年4月にはさらに1本が借り入れられた。
2019年12月に802形が導入されると、同月中にインターシティ125が返却され、翌2020年に入ると180形も余剰となってイースト・ミッドランズ・レールウェイに転出した。